# Pedro Font Marguí
Pedro Font Marguí (Sant Esteve d'en Bas, Vall de Bas, 22 de julio de 1922-) fue un ciclista español que corrió profesionalmente entre 1942 y 1948.
En su #palmarés destaca una victoria de etapa a la Volta a Cataluña de 1947 y una 10a posición final a la Vuelta en España de 1945.

## Palmarés
- 1947
  - Vencedor de una etapa de la Volta a Cataluña

### Resultados a la Vuelta en España
- 1945. 10º de la clasificación general
- 1946. 22º de la clasificación general
- 1947. 12º de la clasificación general
- 1948. 18º de la clasificación general